# 佐藤綾子 (アナウンサー)
佐藤 綾子（さとう あやこ）は、長崎県出身の長崎文化放送のアナウンサー。

## 人物
出身地は長崎県雲仙市国見町出身。
明治大学文学部卒業後2014年4月に長崎文化放送に入社。
2016年4月18日に放送された「頭のいい女子アナNo.1決定戦」で決勝戦まで残り2位を獲得した。
2019年6月9日に放送された「パネルクイズ アタック25」に大分朝日放送の下野紗弥アナウンサーと共に出場した。

## 担当番組
現在
- nccニュース
- NCCスーパーJチャンネル長崎 - キャスター降板後も藤坂奈央アナの代役として復帰したことがある[2]。

過去
- シリタカ! 【中継で長崎の情報を伝える。】
- アナ部屋〜メイクルームの扉を開けたら〜
- 長崎くんち総集編 - MCを担当[2]
- 椛島の男〜219年目のコッコデショ〜[3] - 初めてのディレクターを務めた番組である。
- 頭のいい女子アナNo.1決定戦
- パネルクイズ アタック25[4]